# Airbus A330
Airbus A330 este o aeronavă cu fuzelaj larg dezvoltată și produsă de Airbus. Airbus a conceput mai multe derivate ale A300, primul său avion de linie de la mijlocul anilor 1970. Apoi, compania a început dezvoltarea pe A330 bimotor în paralel cu A340 cvadrimotor și a lansat ambele modele cu primele lor comenzi în iunie 1987. A330-300, prima variantă, a făcut primul zbor în noiembrie 1992 și a intrat în serviciu cu Air Inter în Ianuarie 1994. A fost urmată de varianta ceva mai scurtă, A330-200, în 1998.
A330-ul își împarte fuzelajul cu primele variante ale A340, dar având două picioare ale trenului de aterizare principal în loc de trei, greutăți mai mici și lungimi ușor diferite. Ambele avioane au comenzi fly-by-wire, precum și o carlingă similară din sticlă pentru a crește caracterul comun. A330 a fost primul avion de linie al Airbus care a oferit o gamă de trei motoare: General Electric CF6, Pratt & Whitney PW4000 sau Rolls-Royce Trent 700. A330-300 are o autonomie de 11.750 km cu 277 de pasageri, în timp ce A330-200 mai scurt poate acoperi 13.450 km cu 247 de pasageri. Alte variante includ A330-200F dedicat pentru cargo, aeronava cisternă A330 MRTT și avionul corporativ ACJ330.
În iulie 2014, Airbus a anunțat lansarea lui A330neo remotorizat care cuprinde A330-800/900, intrând în serviciu cu TAP Air Portugal în decembrie 2018. Cu turboventilatorul Trent 7000 exclusiv și mai eficient, oferă economie de combustibil cu până la 14% mai bună. A330-urile anterioare (-200/200F/300) se numesc acum A330ceo.
Delta Air Lines este în prezent cel mai mare operator cu 69 de avioane în flota sa. În decembrie 2023, comenzile pentru A330 erau de 1.771, dintre care 1.591 fuseseră livrate și 1.469 erau în serviciu cu 145 de operatori. Flota globală de A330 a acumulat peste 60 de milioane de ore de zbor de la intrarea în serviciu. A330 este al doilea cel mai livrat avion de linie cu fuzelaj larg după Boeing 777. Concurează cu Boeing 767, variante mai mici ale Boeing 777, și cu 787. Este completat de modelul A350 mai mare, care a succedat A340.

## Istorie
Avionul a fost gândit ca competitor direct al Boeing 767 pe relații ETOPS (posibile folosind doar două motoare), mai ales pe rute transatlantice. Astfel, este dotat cu două motoare și este optimizat pentru venituri maxime cu costuri de operare minime. Aripile, fuselajul, instrumentele de zbor și tehnologia fly-by-wire ale modelului sunt identice cu cele ale A340 (ultimele două fiind comune în toată seria curentă Airbus, de la A320 la A380), diferența majoră fiind modelul are două motoare, și prin urmare, autonomie mai scăzută. A330 și A340 sunt atât de asemănătoare încât asamblarea finală a modelelor A330 și A340 (-200 și -300) se efectuează pe aceeași linie de producție din Toulouse. Până acum, 680 au fost comandate, din care 459 livrate.

## Modele
Fuselajul are diametrul de 5,64 m (222 inch), oferind o configurație tipică de 8 locuri pe un rând în clasa economică, în format 2+4+2 sau 3+2+3. Calele de bagaje au dimensiuni mari, putând accepta încărcături paletizate și containerizate, inclusiv containere din standardul industrial LD-3. Pe piața civilă sunt oferite două modele, A330-200 și A330-300 în funcție de lungimea avionului:
- A330-200 este modelul scurtat al A330-300 și gândit pentru a fi competitorul Boeing 767-300. Este practic un fuselaj de Airbus A340-200 cu motoarele modelului A330-300. Are o capacitate de combustibil sporită față de A330-300 și aceeași masă maximă de serviciu la decolare, de 233 tone. Poate transporta 253 pasageri, într-o configurație cu 3 clase, pe o distanță de 12.500 km. Folosește motoare General Electric CF6-80E, Pratt & Whitney PW4000 sau Rolls Royce Trent 700. Concurența principală a fost Boeing 767-300, și acum Boeing 787-9, care promite un consum cu 15% mai mic și o autonomie mai mare. Vânzările modelului au fost și rămân foarte bune, fiind utilizat de liniile aeriene pe rute medii cu cerințe de transport medii. Airbus va oferi începând cu 2012 un înlocuitor - Airbus A350.

- A330-200F este modelul cargo, urmând a fi lansat în 2009. Poate transporta 64 tone pe o distanță de 7400 km. Diferența între modelul cargo și cel de pasageri este un tren de aterizare îmbunătățit și adaptat pentru condițiile cargo. Spre deosebire de competitorul Boeing 767F, avionul poate transporta paleți și containere standard, de tipul LD-3.

- A330-300 a fost modelul inițial, oferit ca înlocuitor pentru Airbus A300. Poate transporta 295 pasageri într-o configurație cu 3 clase până la 10.500 km. Capacitatea cargo oferită este foarte mare, comparabilă cu cea oferită de modelele mai vechi de Boeing 747, determinând unele linii aeriene să utilizeze modelul ca avion de pasageri pe timp de zi și avion cargo pe timp de noapte. Concurentul principal este Boeing 777-200.

- A330MRTT este modelul militar fiind un avion cisternă pentru realimentare în aer, oferit de Airbus, derivat din A330-200. A fost achiziționat de către armatele din Australia, Arabia Saudită, Emiratele Arabe Unite și Marea Britanie. A câștigat licitația pentru acest rol (în competiție cu Boeing 767) a United States Air Force sub numele de KC-45.

## Specificații Tehnice
|                                           | A330-200                                           | A330-300                                           |
| ----------------------------------------- | -------------------------------------------------- | -------------------------------------------------- |
| Lungime                                   | 58.8 m                                             | 63.6 m                                             |
| Înălțime                                  | 17.40 m                                            | 16.85 m                                            |
| Diametru fuselaj                          | 5.64 m                                             | 5.64 m                                             |
| Lățime cabină                             | 5.28 m (8 locuri/rând, 2+4+2 sau 3+2+3)            | 5.28 m (8 locuri/rând, 2+4+2 sau 3+2+3)            |
| Lungime cabină                            | 45.0 m                                             | 50.35 m                                            |
| Lungime aripi                             | 60.3 m                                             | 60.3 m                                             |
| Suprafață aripi                           | 361.6 m²                                           | 361.6 m²                                           |
| Unghi aripi                               | 30 degrees                                         | 30 degrees                                         |
| Date operaționale                         |                                                    |                                                    |
| Piloți                                    | 2                                                  | 2                                                  |
| Motoare                                   | 2X CF6-80E1 sau PW4000 sau RR Trent 700            | 2X CF6-80E1 sau PW4000 sau RR Trent 700            |
| Forță                                     | 303-320 kN                                         | 303-320 kN                                         |
| Pasageri                                  | 253 (3 clase) / 293 (2 clase)                      | 295 (3 clase) / 335 (2 clase)                      |
| Autonomie                                 | 6,749 nm (12,500 km)                               | 5,669 nm (10,500 km)                               |
| Viteză croazieră                          | Mach 0.82 (541 mph, 470 knots, 871 km/h la FL 350) | Mach 0.82 (541 mph, 470 knots, 871 km/h la FL 350) |
| Viteză maximă                             | Mach 0.86 (568 mph, 493 knots, 913 km/h la FL350)  | Mach 0.86 (568 mph, 493 knots, 913 km/h la FL350)  |
| Distanța de decolare la MTOW              | 2,220 m/7300 ft                                    | 2,500 m/8200 ft                                    |
| Volum în cală (standard/opțional)         | 19.7 / 13.76 m³                                    | 19.7 / 13.76 m³                                    |
| Mase autorizate                           |                                                    |                                                    |
| Masă maximă pe rampă                      | 230.9 (233.9 ) t                                   | 230.9 (233.9 ) t                                   |
| Masă maximă autorizată la decolare (MTOW) | 230 (233) t                                        | 230 (233) t                                        |
| Masă maximă autorizată la aterizare       | 180 (182) t                                        | 185 (187) t                                        |
| Masă maximă fără combustibil              | 168 (170) t                                        | 173 (175) t                                        |
| Capacitate maximă combustibil             | 139,100 L                                          | 97,170 L                                           |
| Masă operațională tipică (gol)            | 119.6 t                                            | 122.2 (124.5) t                                    |
| Încărcătură tipică maximă (volumetric)    | 36.4 t                                             | 45.9 t                                             |

## Incidente și accidente
Două aeronave de acest tip s-au prăbusit. Primul accident a avut loc în cadrul programului de teste al avionului înaintea intrării în serviciul cu pasageri. Au existat 7 decese, toți membri ai programului de încercare Airbus. Al doilea a avut loc pe data de 1 iunie 2009, cand un avion A330 aparținând Air France, a dispărut de pe radar în timp ce survola Oceanul Atlantic cu 223 decese.
Au mai existat 3 incidente, fără decese — un atentat cu bombă pe aeroportul din Colombo, Sri Lanka, care a distrus 2 avioane goale în 2001, un incident care s-a soldat cu cea mai lunga planare a unui avion cu reacție, după ce a rămas fără combustibil în 2001 (avionul a aterizat în siguranță în Azore) și o serie de turbulențe în apropiere de Hong Kong.
3 avioane din acest model au fost deturnate, cu un deces.